# Zelenika (Czarnogóra)
Zelenika (cyr. Зеленика) – miasto w Czarnogórze, w gminie Herceg Novi. W 2011 roku liczyło 1430 mieszkańców.